# Sami Hinkka
 (décembre 2015).
Si vous disposez d'ouvrages ou d'articles de référence ou si vous connaissez des sites web de qualité traitant du thème abordé ici, merci de compléter l'article en donnant les références utiles à sa vérifiabilité et en les liant à la section « Notes et références ».

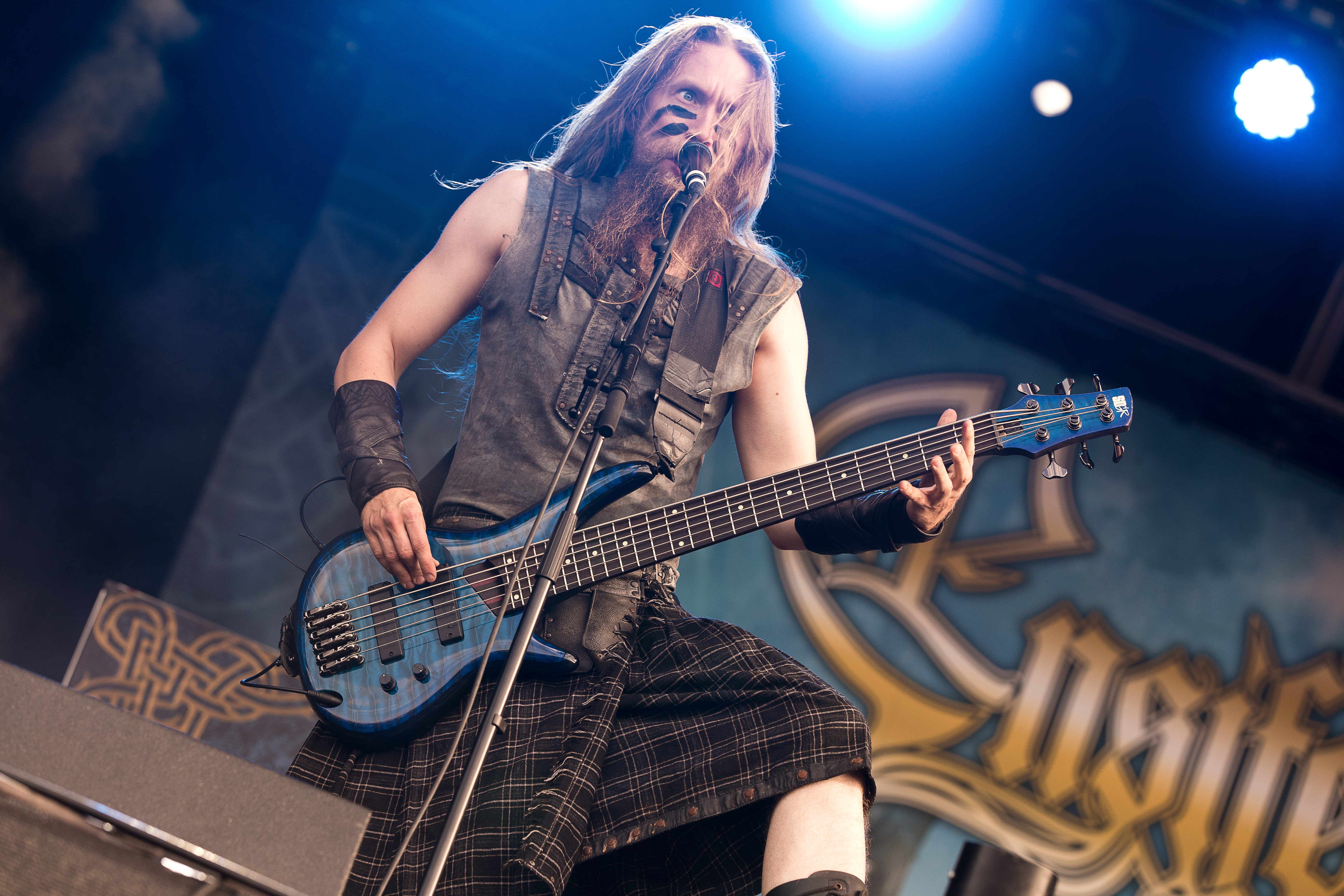
Sami Hinkka au Rockharz Open Air 2016 de Ballenstedt

Sami Hinkka, né le 27 avril 1978 en Finlande, est un bassiste de heavy metal finlandais. Il fait actuellement partie du groupe de folk/viking metal Ensiferum. Il rejoint le groupe en 2004 en remplaçant Jukka-Pekka Miettinen. Il garde néanmoins sa place de bassiste dans un autre groupe de Doom metal/death metal mélodique nommé Rapture. Il quitte Rapture en 2006, et joue maintenant seulement avec Ensiferum.
En addition de la guitare basse, Hinkka assume également le rôle de chanteur choriste avec le guitariste Markus Toivonen. Il a aussi participé a l'écriture de presque toutes les paroles depuis Victory Songs. Durant la tournée en Russie d'Ensiferum en 2008, il est nommé chanteur principal parce que Petri Lindroos était malade.